# Порин
Порин је по легенди један од војсковођа Људевита Посавског који је први у историји победио Карла Великог.